# Малкочлар – Бурса – Анкара
Малкочлар – Бурса – Анкара – трубопровід, споруджений для поставок російського газу в Туреччину по балканському напрямку.
У 1985 році уряди СРСР і Турчеччини підписали угоду про поставки природного газу. Введений в дію у 1986-му газопровід Ананьїв — Тирасполь — Ізмаїл забезпечив подачу ресурс до кордону України та Румунії, від якого він по трубопроводу Ісакча – Негру-Воде транспортувався до прикордонного переходу Негру–Вода-Кардам. Далі блакитне паливо через болгарський Транзитний газопровід доправляли у турецький Малкочлар. 
Від Малкочлару спорудили газопровід повз Стамбул, Бурсу та Ескішехір до Анкари. Першою блакитне паливо отримала у 1987 році теплоелектростанція Хамітабат, яка знаходиться у європейській частині Туреччини (Фракії). А вже наступного року трубопровід, підсумкова довжина якого з відгалуженнями склала 845 км, досяг столиці Туреччини. Із розвитком місцевих дистрибуційних мереж до системи підключались розташовані уздовж траси райони, зокрема Стамбул (1992), Ізміт (1996), Бурса (1992), Ескішехір (1996).
Трубопровід, основна ділянка якого виконана в діаметрі 900 мм з розрахунку на робочий тиск 7,5 МПа, повинен був забезпечити поставки до 6 млрд.м3 на рік. В подальшому на маршруті проклали цілий ряд лупінгів діаметром до 1000 мм, таких як Малкочлар – Стамбул (1998), Seckoy – Bozoyuk (2008), Bozoyuk – Ескішехір – Mihallicik (2002), завдяки чому потужність системи значно зросла. Так, в 2015 році по західному маршруту Туреччина імпортувала з Росії 11,5 млрд.м3.
В межах зусиль Росії по організації транзиту природного газу в обхід України у другій половині 2010-х в європейську частину Туреччини вивели газопровід Турецький потік, який став новим джерелом живлення для системи Малкочлар – Анкара. При цьому найбільш західний відтинок системи виявився реверсованим з метою подачі газу до болгарського Транзитного газопроводу, а звідти у Балканський потік.
Із ділянкою Малкочлар – Стамбул сполучене підземне сховище Сіліврі.